# FIFA 21
《FIFA 21》是由EA加拿大和EA罗马尼亚开发，并由艺电发行的足球模拟视频游戏，是FIFA系列的第20部游戏。它首次在2020年6月的EA网络发布会上正式，并于2020年10月9日在PlayStation 4、Xbox One、Microsoft Windows和任天堂Switch平台发售；本作还将登陆次世代新主机PlayStation 5和Xbox Series X/S以及网络云游戏平台Google Stadia，其中PlayStation 5和Xbox Series X/S版本于2020年12月4日发售，而Stadia平台尚未公布发售日期。值得一提的是PlayStation 5或Xbox Series X/S玩家将不能与PlayStation 4或Xbox One的玩家进行同品牌下的跨平台联机游戏。
本作首次增加了中文的游戏解说，由苏东和王涛担当。此外本作是系列在任天堂Switch平台上首次加入了中文游戏内容。